# Liste des distinctions attribuées par le ministère des Situations d'urgence de Russie
Connu internationalement sous l’acronyme « EMERCOM », le Ministère russe de la Protection civile, des situations d'urgence et des secours à la suite d'un désastre est composé de militaires et de civils. Le ministère est composé de forces militaires terrestres, navales et aériennes, du Service d'incendie d’État, d’équipes de secouristes et possède ses propres académies. Tout comme les autres ministères et organismes fédéraux, ÉMERCOM possède son propre système de récompenses ministérielles subordonnées aux récompenses d'État, cet article est dédié au système de décorations de ce ministère de la fédération de Russie. Toutes les décorations et médailles mentionnées ici-bas furent approuvées par arrêté du ministre des services d’urgence. Les numéros et dates de ces arrêtés apparaissent dans cet article aux fins de références rapides dans le but de faciliter toute recherche supplémentaire. Les décorations et médailles avec plus d’un numéro d’arrêté signifient des amendements ultérieurs aux critères.

## Ministère de la fédération de Russie pour les affaires de Protection civile, urgences et secours suivant un désastre (EMERCOM)

### Médailles
| Avers | Nom (Français/Russe) | Arrêté ministériel               | Date                                                    | Critères d'attribution |
| ----- | --- | -------------------------------- | ------------------------------------------------------- | --- |
|       | Croix "Pour valeur" Крест «За доблесть» | № 426 -- № 620 -- № 372 -- № 689 | 30-05-2005 --- 06-12-2010 --- 28-06-2012 --- 08-12-2014 | Décernée aux soldats des forces de la Protection civile, au personnel militaire, aux membres du Service d'incendie d'État ou aux employés du Ministère des situations d'urgence de Russie pour bravoure et courage dans le sauvetage des vies et la préservation des biens; pour exécution sans faille du devoir, si préalablement décoré par l’État. L'octroi de cette décoration donne aussi une valeur monétaire de 10,000 roubles au récipiendaire. |
|       | Médaille "Pour distinction dans l’élimination des effets de situations d’urgence" Медаль «За отличие в ликвидации последствий чрезвычайной ситуации»                                                                 | № 552 -- № 620 -- № 372 -- № 689 | 18-07-2005 --- 06-12-2010 --- 28-06-2012 --- 08-12-2014 | Décernée aux soldats des forces de sécurité civile, des forces armées ou du service d'incendie d’État, aux employés du ministère des Situations d'urgence de la Russie, pour distinction, courage et dévouement dans l'exécution de tâches assignées dans une situation d'urgence impliquant un risque pour la vie; pour habilités, initiative et détermination qui ont contribué à la mise en œuvre réussie de gestion de catastrophes; pour avoir mené à bien les actions de subordonnés dans l'exécution de tâches dans une situation d'urgence. L'octroi de cette médaille donne aussi une valeur monétaire de 3,000 roubles au récipiendaire. |
|       | Médaille "Pour courage durant un incendie" Медаль «За отвагу на пожаре» | № 570 -- № 620 -- № 372 -- № 689 | 06-12-2002 --- 06-12-2010 --- 28-06-2012 --- 08-12-2014 | Décernée aux soldats, aux officiers et aux employés du Service des incendies d’État du ministère, aux troupes de l'armée et aux responsables de la Sécurité civile, et dans certains cas, à d'autres citoyens de la fédération de Russie pour courage et dévouement dans l'extinction d’incendies, dans le sauvetage de personnes et la préservation des biens contre les incendies; pour leadership dans la conduite de la lutte contre les incendies et les efforts dans le sauvetage de personnes; pour courage, persévérance et professionnalisme élevé démontré dans la prévention d’une explosion ou d’un incendie. L'octroi de cette médaille donne aussi une valeur monétaire de 5 000 roubles au récipiendaire |
|       | Médaille "Pour déminage" Медаль «За Разминирование» | № 550 -- № 620 -- № 372 -- № 689 | 18-07-2005 --- 06-12-2010 --- 28-06-2012 --- 08-12-2014 | Décernée aux soldats de la Sécurité civile, au personnel militaire et aux membres du Service d'incendie de d'État, aux employés du ministère des Situations d'urgence de la Russie et, dans certains cas, à d'autres citoyens de la fédération de Russie pour leur dévouement, courage et professionnalisme démontré dans la détection et l'élimination de mines ou d’engins explosifs au sol; pour participation à des programmes ou des projets internationaux concernant les opérations de déminage; pour l’organisation et la direction d’opérations d'élimination d’explosifs. L'octroi de cette médaille donne aussi une valeur monétaire de 5 000 roubles au récipiendaire |
|       | Médaille "Pour sauvetage de la noyade" Медаль «За спасение погибающих на водах» | № 620 -- № 372 -- № 689          | 06-12-2010 --- 28-06-2012 --- 08-12-2014                | Décernée au personnel le plus distingué du Ministère des situations d'urgence de Russie, et dans certains cas, à d'autres citoyens, pour courage, bravoure et sacrifice de soi dans le sauvetage des gens de plans d'eau; pour la bonne gestion de subordonnés dans l'accomplissement d'un sauvetage d'un plan d'eau; pour des actions habiles et décisives et excellence professionnelle dans la contribution et la prévention d’accidents sur les plans d'eau. L'octroi de cette médaille donne aussi une valeur monétaire de 3 000 roubles au récipiendaire |
|       | Médaille "Pour service impeccable" Медаль «За везупречную службу» | № 628 -- № 620 -- № 372          | 18-12-2000 --- 06-12-2010 --- 28-06-2012                | Décernée aux soldats des forces de la Sécurité civile et au personnel civil du Ministère des situations d'urgence de Russie avec au moins 10 ans de service au sein du ministère, pour l'exécution parfaite de leur profession si préalablement décoré par le gouvernement fédéral ou le ministère. |
|       | Médaille "Pour coopération avec d’autres services de sauvetage" Медаль «За содружество во имя спасения» | № 551 -- № 620 -- № 372          | 18-07-2005 --- 06-12-2010 --- 28-06-2012                | Décernée aux soldats de la Sécurité civile, au personnel militaire et aux employés du service d'incendie d’État, aux employés du ministère des Situations d'urgence de la Russie, et à d'autres citoyens de la fédération de Russie ou aux citoyens étrangers pour mérites dans le renforcement de la Fraternité de la communauté des services de sauvetage. |
|       | Médaille "Pour la promotion des services de sauvetage" Медаль «За пропаганду спасательного дела» | № 723 -- № 620 -- № 372          | 10-10-2005 --- 06-12-2010 --- 28-06-2012                | Décernée aux soldats, aux officiers et aux employés du Ministère des situations d'urgence de Russie, aux citoyens qui sont activement engagés dans la promotion des activités de la Sécurité civile, de la protection de la population et du territoire contre les situations d'urgence, de la diffusion des meilleures pratiques d'intervention face aux accidents et aux catastrophes. |
|       | Médaille "15 ans du Ministère des situations d'urgence de Russie" Медаль «15 лет МЧС России» | № 759 -- № 372                   | 21-10-2005 --- 28-06-2012                               | Décernée au personnel du ministère ou à d'autres citoyens de la fédération de Russie pour des réalisations exceptionnelles dans le développement et l'amélioration d’activités dans le domaine de la Sécurité civile, la protection civile, dans le domaine de situations d'urgence, de la sécurité des incendies et de la sécurité sur l'eau. |
|       | Médaille "20 ans du Ministère des situations d'urgence de Russie " Медаль «20 лет МЧС России» | № 620 -- № 372                   | 06-12-2010 --- 28-06-2012                               | Décernée au personnel du Ministère des situations d'urgence de Russie avec ancienneté de travail (de service ) au sein du ministère (y compris les départements, services, organismes, institutions et organisations vouées à la gestion de situations d’urgence en Russie) d'au moins 10 ans, pour un travail de la plus haute qualité, l'exécution efficace et sans faille de leurs fonctions professionnelles, pour des contributions importantes au développement et à l'amélioration du Ministère des situations d'urgence de Russie; à d'autres citoyens de la fédération de Russie pour des réalisations exceptionnelles dans la fabrication, la recherche, les domaines sociaux, culturels et autres, dont l'introduction dans les activités du ministère a permis d'améliorer considérablement la protection de la population dans le domaine de la sécurité civile, la prévention et la gestion des urgences, la sécurité des incendies et de la sécurité sur l'eau. |
|       | Médaille "25 ans du Ministère des situations d'urgence de Russie " Медаль «25 лет МЧС России» | № 689                            | 08-12-2014                                              | Décernée aux membres du personnel du ministère des Situations d'urgence de Russie, avec une expérience de travail (service) dans le ministère (y compris les services, organismes, institutions et organisations, rattachés au ministère des Situations d'urgence de Russie) d'au moins 10 ans, ainsi qu’à d’autres citoyens, pour leur contribution à la création, au développement et à l’assurance du bon fonctionnement et de l'état du système unifié de la prévention et de la liquidation des situations d'urgence à long terme et un service impeccable à la cause du Ministère des situations d'urgence de Russie. |
|       | Médaille "Pour service militaire distingué" de 1re classe Медаль «За отличие в военной службе» I степени | № 194 -- № 620 -- № 372          | 27-03-1996 --- 06-12-2010 --- 28-06-2012                | Décernée aux militaires du Ministère des situations d'urgence de la Russie pour 20 années de bons services. |
|       | Médaille "Pour service militaire distingué" de 2e classe Медаль «За отличие в военной службе» II степени | № 194 -- № 620 -- № 372          | 27-03-1996 --- 06-12-2010 --- 28-06-2012                | Décernée aux militaires du Ministère des situations d'urgence de la Russie pour 15 années de bons services. |
|       | Médaille "Pour service militaire distingué" de 3e classe Медаль «За отличие в военной службе» III степени | № 194 -- № 620 -- № 372          | 27-03-1996 --- 06-12-2010 --- 28-06-2012                | Décernée aux militaires du Ministère des situations d'urgence de la Russie pour 10 années de bons services. |
|       | Médaille "Pour service distingué dans le Service d'incendie d’État" de 1re classe Медаль «За отличие в службе Государственной Противопожарной Службы» I степени                                                      | № 290 -- № 620 -- № 372          | 06-04-2005 --- 06-12-2010 --- 28-06-2012                | Décernée aux employés du Service d'incendie d’État de la Russie pour 20 années de bons services. |
|       | Médaille "Pour service distingué dans le Service d'incendie d’État" de 2e classe Медаль «За отличие в службе Государственной Противопожарной Службы» II степени                                                      | № 290 -- № 620 -- № 372          | 06-04-2005 --- 06-12-2010 --- 28-06-2012                | Décernée aux employés du Service d'incendie d’État de la Russie pour 15 années de bons services. |
|       | Médaille "Pour service distingué dans le Service d'incendie d’État" de 3e classe Медаль «За отличие в службе Государственной Противопожарной Службы» III степени                                                     | № 290 -- № 620 -- № 372          | 06-04-2005 --- 06-12-2010 --- 28-06-2012                | Décernée aux employés du Service d'incendie d’État de la Russie pour 10 années de bons services. |
|       | Médaille "Pour zèle" Медаль «За усердие» | № 620 -- № 372                   | 10-12-2010 --- 28-06-2012                               | Décernée au personnel du Ministère des situations d'urgence de Russie pour service ou travail dans la gestion du système unifié de l'État de prévention et de liquidation des situations d'urgence, aux membres du personnel de centres de commandement et de contrôle et aux citoyens de la fédération de Russie, pour diligence dans la gestion de forces gouvernementales, dans la formation et l’application d’activités de développement, l'élaboration de propositions pour la mise en œuvre de politiques publiques visant à la prévention et à l'intervention d'urgence, pour contribution de manière significative au développement de centres de gestion de crise à tous les niveaux; pour l'échange efficace d'informations opérationnelles dans les situations d'urgence en Russie et à l'étranger, pour contribution à l'établissement de l'autorité et du prestige du Ministère des situations d'urgence de Russie au niveau international. |
|       | Décoration "Pour service au sein de l’aviation du Ministère des situations d'urgence de Russie " Знак Отличия «За службу в авиации МЧС РОССИИ»                                                                       | № 620 -- № 689                   | 06-12-2010 --- 08-12-2014                               | Décernée au personnel actif et vétérans du département de l'aviation du Ministère des situations d'urgence de Russie avec au moins 10 ans de service au sein du ministère, pour d'importantes contributions à la création et au développement de ressources et de procédures en aéronautiques; peut également être décernée aux travailleurs de l'industrie de l'aviation, des membres d'institutions universitaires et de recherche et autres personnes assistant dans le développement de l'aviation et de soutien aérien aux opérations de sauvetage, pour une aide à résoudre les problèmes et à réaliser les tâches assignées au Ministère des situations d’urgence de Russie. |
|       | Médaille "Pour la prévention des incendies" Медаль «За предупреждение пожаров» | № 620 -- № 372                   | 06-12-2010 --- 28-06-2012                               | Décernée au personnel du Ministère des situations d'urgence de Russie (y compris les services, les départements, les institutions et organismes rattachés au ministère) avec ancienneté d'au moins 10 ans au sein du ministère, pour la mise en œuvre effective de réglementation de haute qualité pour prévenir, prédire et atténuer les effets des incendies, et la mise en œuvre des fonctions de surveillance et de contrôle spéciales sur des questions relevant de la compétence du Ministère des situations d'urgence de Russie, et à d'autres citoyens pour contribution exceptionnelle au développement et à l'amélioration des mesures préventives dans le domaine de la sécurité des incendies. |
|       | Médaille "Pour contribution spéciale dans la prévention des incendies dans les installations publiques critiques" Медаль «За особый вклад в обеспечение пожарной безопасности особо важных государственных объектов» | № 620 -- № 372 -- № 689          | 06-12-2010 --- 28-06-2012 --- 08-12-2014                | Décernée au personnel du Ministère des situations d'urgence de Russie et à d'autres citoyens russes pour de longues et fructueuses activités dans la prévention et l'extinction des incendies dans les installations publiques essentielles. |
|       | Médaille "200 ans de protection contre les incendies professionnelle à Moscou" Медаль «200 лет профессиональной пожарной охране Москвы»                                                                              | № 620 -- № 372                   | 06-12-2010 --- 28-06-2012                               | Décernée aux membres du personnel de la Direction principale de la gestion des urgences de Russie à Moscou, avec une durée de service (de travail) dans le Ministère des situations d'urgence de Russie (y compris les départements, services, organismes, institutions et organisations rattachés au Ministère des situations d’urgence de Russie) d'au moins 15 ans; au personnel du ministère qui ont servi avec distinction dans des unités du Premier département du Service des incendies d’État et son établissement de gestion pendant 15 ans ou plus; aux anciens employés et aux employés actifs du Service des incendies d’État ou de l'armée, qui ont servi (travaillé) parfaitement pendant 15 ans ou plus dans des unités du Ministère de l'intérieur ou du Ministère des situations d'urgence de Russie, qui ont été en poste à Moscou, transférés à la réserve (retraite) ou pensionnés pour raison d'âge ou n’ayant pas servi le nombre requis d'années de service, mais recevant une pension d'invalidité; aux citoyens qui ont apporté une contribution significative au renforcement de questions de sécurité des incendies de la ville de Moscou, pour le développement et l'amélioration de la logistique, de la formation du personnel professionnel pour les départements des services d'incendie. |
|       | Médaille commémorative "Maréchal Vassili Tchouïkov" Памятная Медаль «Маршал Василий Чуйков» | № 620 -- № 372                   | 06-12-2010 --- 28-06-2012                               | Décernée au personnel du Ministère des situations d'urgence de Russie (y compris les services, les organismes, les institutions et organismes rattachés au ministère), et à d'autres citoyens, pour de nombreuses années de service impeccable à la cause de la Protection civile, pour amélioration de la gestion, la communication et le système civil d'alarme de la défense, pour maintenir un degré élevé de préparation. |
|       | Médaille "75 ans de Protection civile" Медаль «75 лет гражданской обороне» | № 464 -- № 620                   | 24-08-2007 --- 06-12-2010                               | Décernée au personnel militaire et civil du Ministère des situations d'urgence de Russie, ainsi qu’aux citoyens de la fédération de Russie pour mérite et contribution personnelle au développement et à l'amélioration des activités dans le domaine de la protection civile, la sécurité civile, et le domaine de situations d'urgence, de la prévention des incendies et la sécurité sur l'eau. |
|       | Médaille "100 ans de l’Université de St Pétersbourg du Service des incendies d’État du Ministère des situations d’urgence de Russie" Медаль «100 лет Санкт-Петербургскому университету ГПС МЧС России»               | № 383 -- № 620 -- № 372          | 27-06-2006 --- 06-12-2010 --- 28-06-2012                | Décernée aux soldats, officiers et employés civils de l’Université de St Pétersbourg du Service des incendies d’État du Ministère des situations d’urgence de Russie, pour professionnalisme pendant plus de 10 ans dans le Service d'incendie d'État, aux soldats, officiers et employés de l’Université, ainsi qu’aux vétérans de l'université pour contribution importante à l'élaboration de procédures d'urgence et gestion des catastrophes. |
|       | Médaille "50 ans du magazine de la Protection civile" Медаль «50 лет журналу гражданская защита» | № 493 -- № 620 -- № 372          | 24-08-2006 --- 06-12-2010 --- 28-06-2012                | Décernée aux soldats, officiers et au personnel civil du Ministère des situations d'urgence de Russie et d'autres organes exécutifs fédéraux concernés par la promotion des connaissances concernant la Protection civile, les urgences et l'élimination des conséquences de catastrophes naturelles. |
|       | Médaille "Participant dans des opérations humanitaires d’urgence" Медаль «Участнику чрезвычайных гуманитарных операций»                                                                                              | № 885 -- № 620 -- № 372          | 27-12-1995 --- 06-12-2010 --- 28-06-2012                | Décernée aux individus ou organisations pour leur implication dans les opérations et les contributions d'aide humanitaire et à l'organisation d’actions futures du même genre, ainsi que pour dévouement et courage. |
|       | Médaille "Participant dans la suppression des incendies de forêt de 2010" Медаль «Участнику ликвидации пожаров 2010 года»                                                                                            | № 620 -- № 372                   | 06-12-2010 --- 28-06-2012                               | Décernée pour participation active, ainsi que pour des mesures audacieuses et décisives affichées lors de la lutte contre les incendies de forêt de 2010. |

### Décorations de poitrine
| Avers | Nom (Français/Russe) | Arrêté ministériel      | Date                                    | Critères d'attribution |
| ----- | --- | ----------------------- | --------------------------------------- | --- |
|       | Décoration "Membre honoré d'EMERCOM de Russie" Нагрудный знак «Почетный сотрудник МЧС России»                                                           | № 620 -- № 372 -- № 689 | 06-12-2010 -- 28-06-2012 -- 08-12-2014  | Décerné au personnel du Ministère des situations d'urgence de Russie avec une expérience de service (travail) dans le ministère (y compris dans les services, organismes, institutions et organisations, transférés au Ministère des situations d'urgence de Russie) d'au moins 20 ans et précédemment décorés de récompenses d'État de la fédération de Russie ou de décorations ministérielles d'EMERCOM de Russie. Pour un travail critique dans la mise en œuvre de la politique de l'État dans le domaine de la protection civile, de la protection de la population et du territoire contre les situations d'urgence et des catastrophes naturelles et d'origine humaine, de la prévention des incendies et de la sécurité sur l'eau, y compris une contribution à la création, au développement et à la mise en œuvre réussie d’un système unifié de l'État de prévention et de liquidation des situations d'urgence, ainsi que pour un service long et irréprochable au sein du Ministère des situations d'urgence de Russie. Dans des cas exceptionnels, peuvent être attribuées à d'autres citoyens qui ont apporté une contribution significative au développement et au bon fonctionnement d'un système d'État unifié de prévention et de liquidation des situations d'urgence, pour l'amélioration des activités dans le domaine de la protection civile, de prévention des incendies et de la sécurité sur l'eau. Un prix monétaire de 15 000 rouble accompagne la décoration. Les récipiendaires de la décoration devraient servir d’exemple de performance exemplaire de fonctions officielles, de culture, de bonne conduite et de modestie personnelle. |
|       | "Decoration d’honneur du Ministère des affaires d’urgence de Russie" Нагрудный знак «Почетный знак МЧС России»                                          | № 200 -- № 372          | 25-03-1998 -- 28-06-2012                | Décernée aux employés avec au moins cinq années de service au sein du Ministère des affaires d’urgence de Russie et qui ont déjà reçu une décoration de mérite du Ministère des affaires d’urgence de Russie; pour mérite et initiatives dans le développement et la mise en œuvre de méthodes de gestion de sauvetage fructueuses résultant en des opérations réussies, pour d'excellentes performances dans la prévention et l'atténuation des conséquences des accidents et des catastrophes naturelles, pour long et impeccable service dans la Protection civile et la gestion des catastrophes. |
|       | Décoration "Participant en gestion d’atténuation des conséquences de catastrophes " Нагрудный знак «Участнику ликвидации последствий ЧС»                | № 200 -- № 620 -- № 372 | 25-03-1998 -- 06-12-2010 -- 28-06-2012  | Décernée aux officiers et au personnel d'EMERCOM de Russie, qui se sont portés volontaires pour mener des opérations de sauvetage et qui ont été directement impliqués dans la gestion des opérations de secours au niveau territorial, régional, fédéral ou international. |
|       | Décoration "Pour mérites" Нагрудный Знак «За заслуги»                                                                                                   | № 200 -- № 620 -- № 372 | 25-03-1998 -- 06-12-2010 -- 28-06-2012  | Décernée aux employés d'EMERCOM de Russie pour diligence, efficacité et travail de la plus haute qualité dans leurs fonctions officielles et tâches opérationnelles pendant au moins deux ans. |
|       | Décoration "Pour distinction" Нагрудный Знак «За отличие»                                                                                               | № 620 -- № 372          | 06-12-2010 -- 28-06-2012                | Décernée aux membres du personnel du Ministère des situations d'urgence de Russie, qui font partie de la gestion quotidienne du système d'État unifié de la prévention et de la liquidation des situations d'urgence, au personnel des centres de situation et des centres de pouvoirs publics de commandement et de contrôle, et aux citoyens , pour performance exemplaire de fonctions officielles dans l'exécution d’activités à prévenir et répondre aux situations d'urgence, pour une contribution significative à l'organisation et au développement de la coopération et la participation active aux activités d'échange effectif d'informations opérationnelles pour la prévention et l'élimination de situations d'urgence sur le territoire de la fédération de Russie et à l'étranger. |
|       | Décoration "Membre exemplaire de la prévention des incendies" Нагрудный знак «Лучший работник пожарной охраны»                                          | № 608 -- № 620 -- № 372 | 03-08-2005 -- 06-12-2010 --- 28-06-2012 | Décernée aux soldats et aux membres du Service d'incendie d'État de Russie qui ont travaillé au sein d’EMERCOM pendant au moins cinq ans, pour dévouement et travail exemplaire dans la lutte contre les incendies, lors de catastrophes naturelles, durant les sauvetage et la protection de la propriété publique, pour promouvoir activement la prévention des incendies, pour de hautes réalisations dans le développement et la mise en application de technologies avancées utilisées dans la lutte contre les incendies. |
|       | Décoration "Inspecteur exemplaire de la Direction du Service des Incendies d’État d’EMERCOM de Russie" Нагрудный знак «Лучший инспектор ГПН МЧС России» | № 242 -- № 620 -- № 372 | 14-04-2006 -- 06-12-2010 --- 28-06-2012 | Décernée aux employés de la Direction des services d'incendie d’État de Russie pour des améliorations en gestion et leur mise en œuvre de la Direction des services d'incendie d’État, pour un travail fructueux dans la prévention des incendies et la sécurité des habitations humaines et des installations économiques. |
|       | Décoration "Vétéran d’EMERCOM de Russie" Нагрудный знак «Ветеран МЧС России»                                                                            | № 620 -- № 372          | 06-12-2010 --- 28-06-2012               | Décernée aux membres des organisations de vétérans du ministère russe des situations d'urgence (y compris les services, les organismes, les institutions et organes rattachés au ministère), avec au moins 10 ans de service au sein du ministère et préalablement décoré par l'État ou le ministère dans les 20 dernières années , pour participation active à la promotion de la protection civile, dans la protection des populations et des territoires de situations d'urgence; pour la diffusion des meilleures pratiques et des connaissances d'actions à la suite d'accidents et de catastrophes naturelles; pour contribution personnelle importante à résoudre les problèmes rencontrés par les organisations de vétérans d’EMERCOM de Russie; pour la promotion et le développement du mouvement des vétérans. |
|       | Décoration "Aviateur vétéran d’EMERCOM de Russie" Нагрудный знак «Ветеран авиации МЧС России»                                                           | № 236 -- № 620 -- № 372 | 14-05-2002 -- 06-12-2010 --- 28-06-2012 | Décernée au personnel civil et militaire méritant du service aérien du Ministère des situations d’urgence pour excellentes performances de fonctions, si préalablement décoré par l'État ou le ministère et qui ont servi dans l'EMERCOM de Russie pendant au moins 10 ans. |
|       | Décoration "Excellent membre d’une unité militaire de sauvetage" Нагрудный знак «Отличник спасательных воинских формирований»                           | № 620 -- № 372          | 06-12-2010 --- 28-06-2012               | Décernée aux militaires servant dans des unités militaires de sauvetage du ministère russe des situations d'urgence, pour la réalisation de hautes performances dans la formation de combat, pour amélioration de qualifications professionnelles, pour courage, ingéniosité et initiative dans la ligne du devoir, pour excellente discipline militaire. |
|       | Décoration "Excellent pompier" Нагрудный знак «Отличный пожарный»                                                                                       | № 608 -- № 620 -- № 372 | 03-08-2005 -- 06-12-2010 --- 28-06-2012 | Décernée aux militaires et aux employés civils du Service des incendies d'État du Ministère des situations d'urgence de Russie, avec au moins trois ans de service et dans certains cas – à d'autres citoyens de Russie, pour haute performance en service dans la prévention et l'extinction des incendies, pour courage, détermination et professionnalisme. |
|       | Décoration "Excellent employé du Bureau d’État pour inspections de petites embarcations" Нагрудный знак «Отличник ГИМС МЧС России»                      | № 982 -- № 620 -- № 372 | 19-12-2005 -- 06-12-2010 --- 28-06-2012 | Décernée aux employés du Bureau d’État pour inspections de petites embarcations du Ministère des situations d’urgence de Russie pour professionnalisme et diligence dans l’exercice de leurs tâches assignées. |
|       | Décoration "Aviateur distingué" Нагрудный знак «Отличник авиации»                                                                                       | № 236 -- № 620 -- № 372 | 14-05-2002 -- 06-12-2010 --- 28-06-2012 | Décernée au personnel de l'aviation militaire et civil d'EMERCOM pour performance exceptionnelle de leurs tâches assignées soit en vol, en soutien logistique ou en ingénierie. Une agrafe en forme d’hélicoptère ou d’avion de transport est portée sur le ruban. |
|       | Décoration "Excellente troupe de la Protection civile" Нагрудный знак «Отличник войск гражданской обороны»                                              | № 608 -- № 372          | 03-08-2005 --- 28-06-2012               | Décernée aux militaires des forces de la Protection civile qui ont obtenu de bons résultats dans la formation de combat, l'amélioration de leurs qualifications professionnelles, pour courage, ingéniosité et initiative dans l'exercice de leurs fonctions, et pour haute discipline militaire. |
|       | Décoration "Sauveteur de la classe Internationale" Нагрудный знак «Спасатель международный класс»                                                       | № 672                   | 17-11-2006                              | Décernée basé sur la décision de la commission compétente sur la certification des services d'urgence, des groupes de secours ou de l'autorité exécutive fédérale sur les sauvetages ou le pouvoir exécutif du ministère. |
|       | Décoration "Sauveteur de 1ère classe " Нагрудный знак «Спасатель первый класс»                                                                          | № 672                   | 17-11-2006                              | Décernée basé sur la décision de la commission compétente sur la certification des services d'urgence, des groupes de secours ou de l'autorité exécutive fédérale sur les sauvetages ou le pouvoir exécutif du ministère. |
|       | Décoration "Sauveteur de 2ème classe " Нагрудный знак «Спасатель второй класс»                                                                          | № 672                   | 17-11-2006                              | Décernée basé sur la décision de la commission compétente sur la certification des services d'urgence, des groupes de secours ou de l'autorité exécutive fédérale sur les sauvetages ou le pouvoir exécutif du ministère. |
|       | Décoration "Sauveteur de 3ème classe " Нагрудный знак «Спасатель третий класс»                                                                          | № 672                   | 17-11-2006                              | Décernée basé sur la décision de la commission compétente sur la certification des services d'urgence, des groupes de secours ou de l'autorité exécutive fédérale sur les sauvetages ou le pouvoir exécutif du ministère. |
|       | Décoration "Pour développement scientifique et technique" Нагрудный знак «Лауреат премии МЧС России за научные и технические разработки»                | № 267                   | 16-05-1997                              | Décernée avec d'autres prix du ministère russe des Situations d'urgence, pour des études scientifiques et techniques, pour contribution significative à l'amélioration du niveau et de l'efficacité des activités économiques pour réglementer la sécurité dans les situations d'urgence; pour le développement et la mise en œuvre de la production de nouveaux équipements dans le domaine des systèmes de gestion et d'information pour effectuer des opérations de sauvetage, des systèmes et moyens de subsistance, intelligence, surveillance, prévision et recherche, dont les performances sont au niveau des meilleurs homologues nationaux et étrangers; pour le développement et l'adoption de nouvelles technologies, de méthodes de prévention, de protection de la population et du territoire contre les situations d'urgence; pour le développement du cadre juridique d'un système d'État unifié de la prévention et de la liquidation des situations d'urgence. |

### Médailles départementales
| Avers | Nom (Français/Russe) | Arrêté ministériel | Date | Critères d'attribution |
| ----- | --- | ------------------ | ---- | --- |
|       | Médaille "50 ans du commandement central du Ministère des situations d’urgence de Russie" Медаль «50 лет Центрального командного пункта (ЦКП) МЧС России» | ?                  | 2005 | Bien que l’existence de la décoration fut confirmée, l’arrêté ministériel demeure introuvable et n’est possiblement pas encore publié.                                                 |
|       | Médaille "360 ans de protection contre les incendies en Russie" Медаль «360 лет пожарной охране России»                                                   | ?                  | 2009 | Décoration départementale de la direction central de la région de Moscou. L’arrêté ministériel demeure introuvable et n’est possiblement pas encore publié.                            |
|       | Médaille "20 ans de la base centrale 3225 d’EMERCOM" Медаль «20 лет 3225 Центральная База МТС МЧС России»                                                 | ?                  | 2009 | Médaille départementale d’EMERCOM de la base logistique central 3225 (1989 – 2009). L’arrêté ministériel demeure introuvable et n’est possiblement pas encore publié.                  |
|       | Médaille "80 ans de l’Institut de l’Ural du Service des incendies d’État" Медаль «80 лет Уральский институт ПГС МЧС России»                               | ?                  | 2009 | Médaille départementale de l’Institut de l’Ural du Service des incendies d’État. L’arrêté ministériel demeure introuvable et n’est possiblement pas encore publié.                     |
|       | Médaille "15 ans des services de sauvetage d’urgence de la région de Pskov" Медаль «15 лет Аварийно-спасательная служба МЧС Псковской области»            | ?                  | 2011 | Médaille départementale du Ministère des situations d’urgence de la région de Pskov (1996-2011). L’arrêté ministériel demeure introuvable et n’est possiblement pas encore publié.     |
|       | Médaille "Pour mérites et contributions" de 1re classe Медаль «За заслуги и вклад» I степени                                                              | ?                  | ?    | Médaille départementale de l’Académie de la Protection civile du Ministère des situations d’urgence. L’arrêté ministériel demeure introuvable et n’est possiblement pas encore publié. |
|       | Médaille "Pour mérites et contributions" de 2e classe Медаль «За заслуги и вклад» II степени                                                              | ?                  | ?    | Médaille départementale de l’Académie de la Protection civile du Ministère des situations d’urgence. L’arrêté ministériel demeure introuvable et n’est possiblement pas encore publié. |
|       | Médaille "Pour mérites et contributions" de 3e classe Медаль «За заслуги и вклад» III степени                                                             | ?                  | ?    | Médaille départementale de l’Académie de la Protection civile du Ministère des situations d’urgence. L’arrêté ministériel demeure introuvable et n’est possiblement pas encore publié. |
|       | Médaille "Participant dans la parade de la victoire sur la Place Rouge" Медаль «Участник парада победы на Красной Площади»                                | ?                  | 2010 | Médaille départementale de l’Académie de la Protection civile du Ministère des situations d’urgence. L’arrêté ministériel demeure introuvable et n’est possiblement pas encore publié. |
|       | Médaille "10 ans du service de plongée sous-marine d'EMERCOM de Russie" Медаль «10 лет водолазной службе МЧС России»                                      | ?                  | 2006 | Médaille départementale du Ministère des situations d’urgence de Russie. L’arrêté ministériel demeure introuvable et n’est possiblement pas encore publié.                             |
|       | Médaille "15 ans du service de plongée sous-marine d'EMERCOM de Russie" Медаль «15 лет водолазной службе МЧС России»                                      | ?                  | 2011 | Médaille départementale du Ministère des situations d’urgence de Russie. L’arrêté ministériel demeure introuvable et n’est possiblement pas encore publié.                             |

### Emblèmes
| Département                                         | Emblème | Département                                                                           | Emblème |
| Bannière d’EMERCOM                                  |         | Emblème d’EMERCOM                                                                     |         |
| Écusson EMERCOM de Russie                           |         | Écusson Sauveteur                                                                     |         |
| Écusson Aviation d'Emercom                          |         | Écusson Académie de la Protection civile                                              |         |
| Écusson Service des incendies d'État                |         | Écusson Unités paramilitaire de sauvetage                                             |         |
| Écusson Centre national de gestion de crise         |         | Écusson Centre opérationnel du Bureau d’État pour inspections de petites embarcations |         |
| Écusson Service spécialisé en sauvetage sous-marin  |         | Écusson Service de chiens de sauvetage                                                |         |
| Écusson Centre pour support psychologique d'urgence |         | Écusson Base aérienne principale d'EMERCOM                                            |         |

## Source
- (en) Cet article est partiellement ou en totalité issu de l’article de Wikipédia en anglais intitulé « Awards of the Ministry for Emergency Situations of Russia » (voir la liste des auteurs).